# Richards Cove
Die Richards Cove ist eine kleine Bucht an der Nordküste der Livingston-Insel im Archipel der Südlichen Shetlandinseln. Sie liegt 1,5 km östlich des Essex Point.
Der britische Seefahrer James Weddell benannte zwischen 1820 und 1823 eine Insel unmittelbar nördlich dieser Bucht als Richards Island. Namensgeber dieser Benennung ist vermutlich John Richards, Kapitän des Robbenfängers George aus Liverpool, der zwischen 1820 und 1821 in den Gewässern um die Südlichen Shetlandinseln operierte. Diese Insel trägt heute den Namen Window Island. Um Weddells Benennung zu bewahren, übertrug sie das UK Antarctic Place-Names Committee im Jahr 1959 auf die hier beschriebene Bucht.